# 麦金莱关税

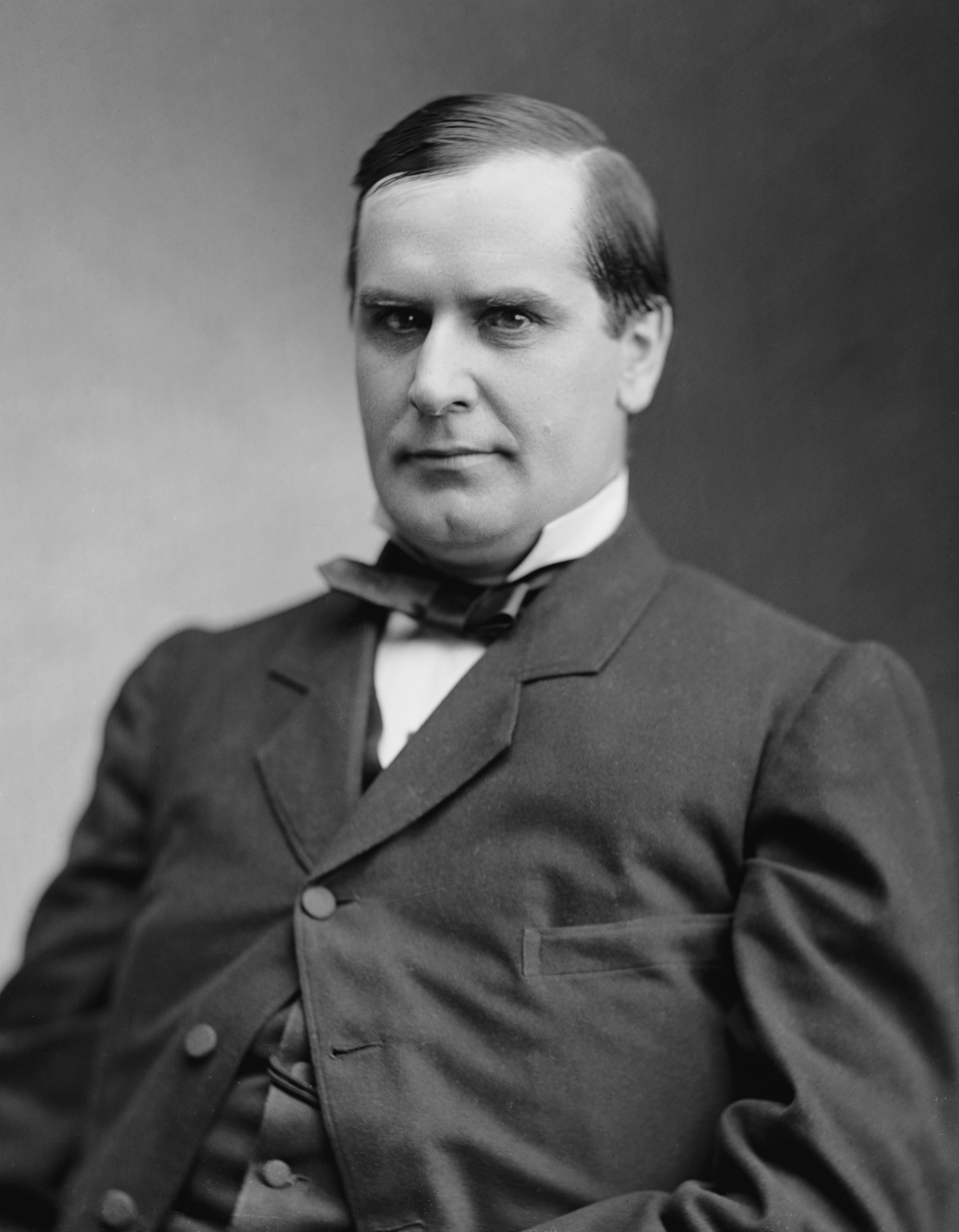
威廉·麦金莱

1890年关税法案，通常称为麦金莱关税，是一项美国国会法案，由众议员威廉·麦金莱拟定，1890年10月1日成为法律。该项法案将对进口的平均税收上调近百分之五十，旨在保护国内产业免受外国竞争。 保护主义是共和党支持的策略，这在政客间引发了激烈讨论并被民主党人谴责。麦金莱关税于1894年被威尔逊-戈尔曼关税法案所取代，新法案及时降低了关税税率。

## 关税政治
关税是对进入一国的外国商品征的税，对19世纪末的美国而言是为了实现两个目的。一个是提高联邦政府的财政收入，另一个是保护国内生产商免受外国竞争。这个具有争议的观点即是保护主义。
1887年12月，总统格罗弗·克利夫兰是民主党人，其整个国情咨文都是围绕关税议题的。他强烈呼吁降低关税并废除针对原材料的税收。这篇演说使关税制定和保护主义思想成为真正的党派问题。在1888年选举中，哈里森总统当选，共和党取胜并在参议院和众议院取得多数席位。为了坚持党派立场，共和党人觉得有义务通过更有力的关税立法。
1888年，Thomas B. Reed击败俄亥俄州人威廉·麦金莱成为众议院议长。 麦金莱则成为众议院筹款委员会主席，负责制定新的关税法案。他认为，人民已经通过选举授权制定一项保护主义关税，并且这对于美国的富裕和繁荣也是必要的。
除了保护主义的辩论，政客们也关注关税带来的高额财政收入。 南北战争后，关税处于高位以提升财政收入，弥补战争的巨大开销。然而，在1880年代初联邦政府拥有大量财政盈余。两党一致认为应该缩减盈余，但在是否要通过提高或者降低关税来达成这一目标上莫衷一是。民主党人的说法是降低关税税率能够减少关税收入。相反共和党人相信提高关税将减少进口，总关税收入就会下降（见拉弗曲线）。这一点与围绕保护主义的讨论一起被称为“1888年关税大辩论”。

## 关税说明
经过450处修订，1890年关税法案获得通过，将所有进口品的平均税率从38%提至49.5%。 麦金莱被称为“贸易保护的拿破仑”，而该法案反映了这种情绪。它提高了部分商品的税率，降低了其他商品的税率，始终试图保护美国制造商的利益。锡板和羊毛等具体商品的税收变化是最具争议的，也是1890年关税实质的象征。 然而，该法案对某些商品完全取消了关税，因为利用恢复这些关税的威胁可以诱使其他国家会降低对从美国进口商品的关税。

### 锡板
锡板是美国主要的进口商品；每年数千万美元的这种货物进入该国。 在之前的20年里，锡板的关税税率已经升降数次，进口水平并无变化，国内生产一直是无足轻重的。作为刺激国内稚嫩的锡板产业的最后一次尝试，1890年关税将税收水平从30%上调至70%。 该法案还包括一项独特的条款，规定1897年后除非任何一年的国内生产达到当年进口的三分之一，锡板应不征任何关税。这项关税的目标在于贸易保护，否则就根本不征税。

### 羊毛
针对羊毛和羊毛商品的新关税条款极其具有贸易保护主义色彩。羊毛先前按照一份清单征税，这意味着越有价值的羊毛征收越高的税率。通过众多复杂的关税清单修订，该法案使几乎所有羊毛商品都适用最高税率。 而且，法案增加了对地毯羊毛的关税，这是一种不在美国生产的质量极低的羊毛。政府希望确保进口商不会将更高质量的羊毛申报为地毯羊毛以逃避关税。

### 取消的关税
该法案取消了对糖、糖浆、茶、咖啡和兽皮的关税，但授权总统恢复这些关税，如果此类商品是出口自以“相互之间不平等且不合理的”方式对待美国出口的国家。当时的想法是以允许行政部门利用重新设置关税的威胁作为使其他国家降低对美国出口品关税的一种手段，来“确保互惠贸易”。虽然这一授权显然违背了宪法中的禁止授权原则（nondelegation doctrine），但在1892年的Field v. Clark案中最高法院认为这仅仅是授权行政部门充当国会的“代理人”而非立法者本身。 总统没有使用过这项授权来对五类进口货物重新征收关税，但使用这样做的威胁成功在10项条约的谈判中使其他国家减少了对美国商品的关税。

## 关税效果
道格拉斯·欧文（Douglas Irwin）1998年的论文探讨了共和党人和民主党人1890年提出的完全相反的关税假说的有效性。欧文观察历史数据来预测1888年前美国的进口需求弹性和出口供给弹性。借助这些信息，他计算出关税并没有达到最大的关税收入比率，因此是削减而不是增加关税，将减少关税收入和联邦盈余。他的发现证实了民主党的假说，并驳斥了共和党人的假说。通过检验实际关税收入数据可以发现，似乎1890年关税税率上调后关税收入的确下降了4%，从2.25亿降至2.15亿美元。欧文解释说，这是由于1890年关税条款将原糖移入免税清单。糖在这个时候是提升关税收入最大的商品，所以对其免税减少了这一收入。如果将糖排除在进口计算外，关税收入提升了7.8%，由1.7亿上升至1.83亿美元。
欧文的结论是，这种关税将国内锡板产业的发展加快了约10年，但消费者的损失超过该产业的获利。
该关税没有被普遍认可，因为美国民众遭受了物价的急剧上涨。1890年选举中共和党失去了众议院的多数，席位减少近半，从171席降至88席。 在1892年总统大选中，哈里森被格罗弗·克利夫兰彻底击败，现在参议院、众议院和总统职位都处在民主党的控制之下。议员们立即开始起草新的关税立法，1894年威尔逊-戈尔曼关税通过，降低美国关税的平均水平。 该关税在国外也未被接受。大英帝国的保护主义者们用麦金莱关税来支持关税报复和帝国贸易优惠。